# هيام نعمت
هيام نعمت محمود محمد علي الحيدري هي سياسية عراقية ذات أصل تركماني تشغل منصب وزير الدولة لشؤون مجلس النواب، عين بهذا المنصب بتاريخ 15 كانون الأول 2020.

## السيرة الذاتية
ولد هيام نعمت في 18 تشرين الأول 1961، وهي حاصلة على شهادة الماجستير في المحاسبة، وعملت في مؤسسات مختلفة في العراق مثل دوائر وزارة التخطيط وهيأة المنافذ الحدودية.